# Bicellaria fusca
Bicellaria fusca är en tvåvingeart som först beskrevs av Stephens 1829.  Bicellaria fusca ingår i släktet Bicellaria och familjen puckeldansflugor. Inga underarter finns listade i Catalogue of Life.